# Melanie Kurz
Melanie Kurz (* 1976) ist eine deutsche Designwissenschaftlerin. Sie lehrt seit 2008 als Professorin für Designtheorie und Designgeschichte am Fachbereich Gestaltung der FH Aachen.

## Leben
Melanie Kurz studierte Produktgestaltung und Kommunikationsdesign an der Hochschule für Gestaltung Schwäbisch Gmünd. Ihre Promotion erfolgte von 2005 bis 2007 am Lehrstuhl für Designwissenschaft der Universität Duisburg-Essen. Zu ihren beruflichen Stationen zählt die Agentur Neumeister Design in München sowie das Forschungs- und Innovationszentrum der BMW AG, wo Kurz zwischen 2003 und 2007 im Konzernbereich Design auf den Gebieten der Designkommunikation und der Ergonomie (Arbeitsgruppe Interfacedesign) sowie in der Abteilung für virtuelle Modellprozesse tätig war. Danach wechselte sie zu ziba Design (später SIGNCE Design), um als Creative Director am Standort München die Bereiche Designstrategie und User-Interface-Design auf- und auszubauen. Neben ihrer beruflichen Tätigkeit als Designerin nahm Kurz diverse Lehraufträge an der Hochschule München an. Seit Oktober 2008 lehrt und forscht sie am Fachbereich Gestaltung der FH Aachen. Im Mai 2019 wurde Kurz zur Vorsitzenden der Gesellschaft für Designgeschichte (GfDg) gewählt.

## Arbeitsgebiete
Ihren Forschungsschwerpunkt legt die Designwissenschaftlerin auf entwurfsprozessuale Aspekte der Gestaltung (Entwurfstheorie). Darüber hinaus beleuchten ihre Schriften die jeweilige Rolle des Designs vor dem sozio-ökonomischen Hintergrund der Industriekultur.

## Schriften

### Monografien
- mit Thilo Schwer: Geschichte des Designs. C.H.Beck, München 2022, ISBN 978 3 406 78813-0.

- Designstreit. Exemplarische Kontroversen über Gestaltung. Fink, Paderborn 2018, ISBN 978-3-7705-6294-7.
- Handwerk oder Design. Zur Ästhetik des Handgemachten. Fink, Paderborn 2015, ISBN 978-3-7705-5943-5.
- Inspirationsmythen. Zur Ideengeschichte des menschlichen Schöpfungsvermögens. Fink, Paderborn 2014, ISBN 978-3-7705-5760-8.
- mit Sidonie Wacker: Körper, Flächen, Schnitte. Lexikon für Gestalter. Ludwigsburg: avedition, 2011, ISBN 978-3-89986-162-4.
- Die Modellmethodik im Formfindungsprozess am Beispiel des Automobildesigns. Analyse der Wechselwirkungen zwischen Entwurfs- und Darstellungsmethoden im Hinblick auf die systematische Entwicklung und Bewertbarkeit der dreidimensionalen Form artefaktischer Gegenstände im Entstehungsprozess. Deutscher Wissenschaftsverlag, Baden-Baden 2007 (zugl. Dissertation), ISBN 978-3-935176-76-7.

### Als Herausgeberin
- mit Sabine Fabo: Vielen Dank für Ihren Einkauf. Konsumkultur aus Sicht von Design, Kunst und Medien. Transcript, Bielefeld 2012, ISBN 978-3-8376-2170-9.

## Preise / Auszeichnungen
- Useware-Junior-Award 2002, verliehen von der VDI/VDE-Gesellschaft.
- Scheffelpreis 1996, verliehen durch die Literarische Gesellschaft Scheffelbund, inzwischen: Literarische Gesellschaft Karlsruhe.